# Conognatha carlosvidali
Conognatha carlosvidali es una especie de escarabajo del género Conognatha, familia Buprestidae. Fue descrita científicamente por Moore en 2008.